# Spathius evideus
Spathius evideus är en stekelart som beskrevs av Chao 1957. Spathius evideus ingår i släktet Spathius och familjen bracksteklar. Inga underarter finns listade i Catalogue of Life.